# Miguelense FC
Die Miguelense Futebol Clube ist ein Fußballverein aus São Miguel dos Campos, im brasilianischen Bundesstaat Alagoas.

## Geschichte
Miguelense wurde als Clube Esportivo Miguelense am 22. Juni 1995 gegründet.

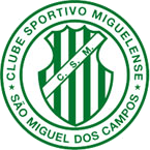
Logo des CE Miguelense

1995, seinem ersten Jahr in der Segunda Divisão, der zweiten Liga der Staatsmeisterschaft von Alagoas, erreichte der Klub das Finale. In den Spielen gegen den Zumbi EC erreichte man ein 0:2 und 2:1, so dass der Meister in einem Entscheidungsspiel ermittelt werden musste. Dieses endete 1:1, im Elfmeterschießen setzte sich Miguelense mit 4:3 durch und erreichte den Aufstieg in die oberste Liga der Staatsmeisterschaft 1996. Sein bestes Ergebnis in der Staatsmeisterschaft erreichte der Klub 1999. Miguelense erreichte das Finale gegen den CS Alagoano, in welchen man mit 1:5 und 0:0 unterlag. Die Vizemeisterschaft berechtigte den Klub zur Teilnahme am Copa do Nordeste 2000. Miguelense kam er bis ins Viertelfinale. In der Staatsmeisterschaft trat Miguelense bis einschließlich 2001 an. Dann zog der Klub sich aus finanziellen Gründen aus dem Ligabetrieb zurück.
Fortan unterhielt der Klub nur noch Mannschaften in den Nachwuchsbereichen. 2013 ging der Klub eine Kooperation mit dem Dínamo Esporte Clube und nahm als Dínamo Miguelense Esporte Clube an der Segunda Divisão teil. Dínamo nahm auch an deren Ausgabe 2014 teil, ob Miguelense hier weiterhin beteiligt war ist nicht gesichert.
2016 erfolgte eine Neugründung des Klubs als Miguelense Futebol Clube. Diese geschah, um sich von den Schulden des Ursprungvereins CE Miguelense befreien zu können. Wie sein Vorgänger startete Miguelense seine Karriere positiv. In der Segunda Divisão 2016 wurde der Klub Zweiter und erreichte den Aufstieg in die oberste Liga der Staatsmeisterschaft 2017. In dieser belegte Miguelense den letzten Platz nach der ersten Runde, schied aus dem Turnier aus und musste in die Segunda Divisão zurückkehren. 2018 nahm der Klub aber nicht an dieser teil. 2019 wollte der Klub wieder antreten, konnte aber nicht rechtzeitig die ausreichende Anzahl von Spielern zum Wettbewerb melden. 2020 stellte sich der Klub wieder soweit auf, dass er wieder in der zweiten Liga teilnehmen. In dieser tritt er seitdem an.
| Wettbewerb                          | Teilnahmen                   |
| ----------------------------------- | ---------------------------- |
| Staatsmeisterschaft                 | 7× – 1996–2001, 2017         |
| Staatsmeisterschaft Segunda Divisão | 9× – 1995, 2013, 2016, 2020– |
| Staatspokal                         | 2023                         |

## Erfolge
CE Miguelense
- Staatsmeisterschaft von Alagoas – Segunda Divisão: 1995
- Staatsmeisterschaft von Alagoas – Vizemeister: 1999

Miguelense FC
- Staatsmeisterschaft von Alagoas – Segunda Divisão Vizemeister: 2016